# Giuseppe Marini (aviatore 1897)

Giuseppe Marini e Benito Mussolini

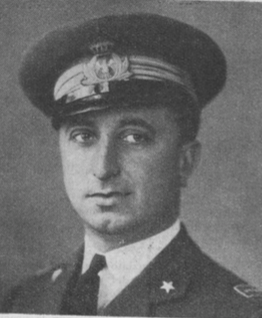
Giuseppe Marini da giovane

Giuseppe Marini (Torre Annunziata, 31 maggio 1897 – Brescia, 1974) è stato un aviatore e generale italiano.

## Carriera
Iniziò la sua carriera militare come Ufficiale di Marina provenendo dall'Accademia Navale di Livorno, fu poi osservatore d'aeroplano durante la prima guerra mondiale.
Distintosi in numerose missioni di guerra e voli di ricognizione conseguì il brevetto di pilota nel 1918 volando nella 258ª Squadriglia e fu promosso a comandante di squadriglia di idrovolanti nel 1924.
Nel 1928 col grado di Capitano al comando di Francesco De Pinedo effettuò la crociera del mediterraneo occidentale compiuta da una squadriglia di 62 idrovolanti Savoia-Marchetti S.59bis nel primo volo assoluto di massa Orbetello-Cartagena-Marsiglia e ritorno in formazione per 2400 km.
Nel 1929 si classificò primo nella Coppa De Pinedo, e nello stesso anno effettuò a bordo dell'idrovolante I-SAAQ come comandante della 190ª Squadriglia, con il Maggiore Eraldo Ilari comandante dell'86º Gruppo, la crociera del mediterraneo orientale compiuta per la prima volta da 35 idrovolanti Savoia-Marchetti S.55 dal 5 giugno al 19 giugno del 1929 al comando del Colonnello Aldo Pellegrini con il Generale Francesco de Pinedo ed il sottosegretario all'Aeronautica S. E. Italo Balbo sulla rotta Orbetello-Atene-Istanbul-Odessa e ritorno, con 6 squadriglie in formazione di volo per 4667 km.
Fu comandante della squadriglia rossa e pilota dell'idrovolante Savoia-Marchetti S.55 I-MARI durante la Crociera aerea transatlantica Italia-Brasile Orbetello - Rio de Janeiro del 1930, al comando della quale era il Ministro dell'Aeronautica S. E. Generale Balbo.
Nel 1937 con il grado di Colonnello fu Comandante dell'Aviazione del Dipartimento Militare Marittimo "Jonio e Basso Adriatico" dell'Arsenale militare marittimo di Taranto per l'Aviazione ausiliaria per la Marina e nel 1941 col grado di Generale di Brigata Aerea fu Capo di S.M. del 4° ZAT.
Generale di Squadra aerea nel 1958 durante la sua carriera è stato insignito di due medaglie d'argento al valor militare per missioni di guerra nel 1918 e 1941, Croce di guerra, medaglia d'oro di lunga navigazione aerea, Commenda dell'Ordine Militare di Savoia e di quella al Merito della Repubblica e inoltre di molte onorificenze straniere: della Repubblica austriaca, delle Repubbliche tedesca, irlandese e del regno di Spagna.
Sepolto nel cimitero monumentale degli Aviatori Atlantici a Orbetello insieme alle spoglie di Italo Balbo e di tutti quelli che parteciparono alle trasvolate atlantiche del 1930 e 1933.

## Fonti
- Immagini di: Famiglia Marini, Domenico (Giampaolo) Marini